# Symphoromyia immaculata
Symphoromyia immaculata – gatunek muchówek z rodziny kobyliczkowatych i podrodziny Spaniinae.

## Taksonomia
Gatunek ten opisany został po raz pierwszy w 1804 roku przez Johanna Wilhelma Meigena pod nazwą Atherix immaculata.

## Morfologia
Czułki tej muchówki mają powiększony, wyraźnie dłuższy od nóżki, acz dość smukły trzonek, nerkowaty do prawie okrągłego człon trzeci i osadzoną na nim grzbietowo-szczytowo aristę. Skrzydła mają błonę przejrzystą lub lekko, jasnoszaro przyciemnioną, co najwyżej na pterostygmie mocno przyciemnioną. Żyłka kostalna i inne żyłki u podstawy skrzydła są żółtawe do brązowych, co pozwala na odróżnienie gatunku od podobnej S. melaena, u której są one czarne.

## Ekologia i występowanie
Owad ten zasiedla głównie tereny górzyste. Najliczniej występuje w miesiącach letnich. Osobniki dorosłe są hematofagami żerującymi na krwi zwierząt stałocieplnych. Często tworzą wokół rój wokół żywiciela i opadają go gromadnie. Do ich gospodarzy należą zwierzęta gospodarskie. Sporadycznie notuje się kąsanie człowieka. Nie stwierdzono by były wektorami drobnoustrojów chorobotwórczych.
Gatunek palearktyczny, znany z Wielkiej Brytanii, Francji, Belgii,  Holandii, Niemiec, Szwajcarii, Austrii, Włoch, Czech, Węgier, Bośni i Hercegowiny oraz północnoeuropejskiej części Rosji.